# Исетская провинция
Исетская провинция (первоначально Исетский дистрикт) — одна из провинций Российской империи. Центр провинции в разное время был разный: Шадринск (1738), Чебаркульская крепость (1739), Теченская слобода (1739—1743), Челябинская крепость (1743—1781).

## История
Указом императрицы Анны Иоанновны от 13 (24) августа 1737 года было утверждено создание Исетской провинции. Провинция изначально входила в Сибирскую губернию, в 1744 году переподчинена Оренбургской губернии.
Провинция включала в себя все земли Зауральской Башкирии от верховьев реки Яик до реки Ай, простираясь в длину на 300 верст.
Перенос центра в Челябинск был осуществлён указом Оренбургской комиссии от 22 сентября 1743,
в 1743 году Неплюев сделал Челябинскую крепость центром всей Исетской провинции..
Челябинский казачий атаман заведовал всеми иррегулярными войсками Исетской провинции, а также провинциальной ротой солдат состоявшей при Исетской канцелярии.
В 1762 году Исетская провинция состояла из: Зауральской Башкирии и районов Сибирской губернии, а именно Исетский, Шадринский и Окуневский районы
Население провинции состояло в основном из крестьян, башкир, и мещеряков, а также незначительного числа казаков и татар
На 1740-е года: 32879 душ крестьян, 19722 башкира, 1683 мещеряков, 1476 казаков, 615 татар.
На 1770-е года население провинции составляло уже 140 тыс. человек, увеличение произошло в осн. за счет русских крестьян (52 296 душ мужского пола).
Благодаря Неплюеву между Оренбургом, Челябинской и Троицкой крепостью действовал почтовый тракт. Почта ежедневно отправлялась из Оренбурга в Исетскую канцелярию и шла в Верхнеяицкую и Уйскую крепость.

### Герб Исетской провинции
В Челябинской анкете, составленной по просьбе Петербургской академии наук, в 1761, написано: «А герб хотя и есть, токмо не на одну ту Челябинскую крепость, но состоящий и на всю Исецкую провинцию; для оной Исецкой провинциальной канцелярии только печати, а знаменует: в щиту стоящего верблюда, а около того щита по сторонам знак воинского оружия и знамёна, а сверх щита государственная корона, а около короны и оружия вокруг надпись такова: „Ея императорского величества печать Исецкой, или Зауральской провинции“»

## Экономика
Горнозаводская промышленность была представлена Каслинским (1747) и Кыштымским (1757) металлургическими заводами, Миасским медеплавильным (1777).
Глина Чебаркульского и Увельского месторождений использовалась для производства фарфора на Санкт-Петербургском императорском фарфоровом заводе. Глина готовилась с 1752 года на порцелейной фабрике, под Чебаркулем. Фабрика была организованная изобретателем фарфора Д. И. Виноградовым.
Было развито сельское хозяйство, животноводство: разводили КРС, свиней, овец, лошадей, верблюдов (в южных районах), кур, уток, гусей.
Провинция снабжала хлебом и мясом гарнизоны многочисленных пограничных крепостей и заводских поселков горного округа.
Производилось животное масло, выделывались кожи, топилось сало (шло на изготовление свечей), действовали винокуренные заводы, мукомольные мельницы, работали шляпная и стекольная фабрики.